# Vlajka Tambovské oblasti

Vlajka Tambovské oblasti
Poměr stran: 2:3

Vlajka Tambovské oblasti, jedné z oblastí Ruské federace, je tvořena listem o poměru stran 2:3, se dvěma svislými pruhy: červeným a modrým. Uprostřed vlajky je znak oblasti, jehož šířka je 1/6 délky listu.
Dle zákona, stanovujícího v souladu s tradicemi výklad symboliky vlajky, je: červená barva symbolem odvahy, odolnosti a chrabrosti místních obyvatel, vyjadřuje jejich velkomyslnost, snahu o jednotu a solidaritu, posloupnost pokolení, připomíná barvu historických praporů Rusi, praporová znamení tambovských pluků i vlajek sovětského období. Modrá barva listu znamená velikost, přírodní krásy a čistotu tambovského kraje, věrnost jeho tradicím, bezúhonnost a blahobyt.

## Historie
Tambovská oblast vznikla 27. září 1937. V sovětské éře oblast neužívala žádnou vlajku. 22. února 2005 schválila oblastní duma zákon č. 292-Z O vlajce Tambovské oblasti.

## Vlajky okruhů a rajónů Tambovské oblasti

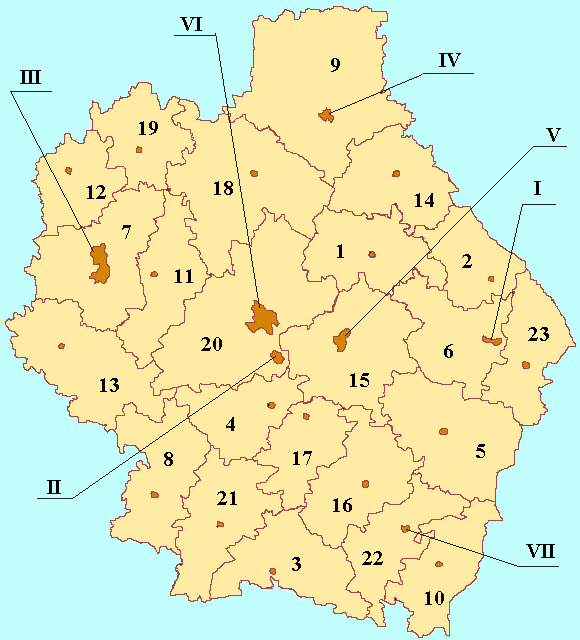
Administrativní členění Tambovské oblasti

Tambovská oblast se člení na 7 městských okruhů a 23 rajónů.
Města

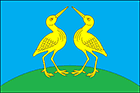
Kirsanov (I) Poměr stran: 2:3
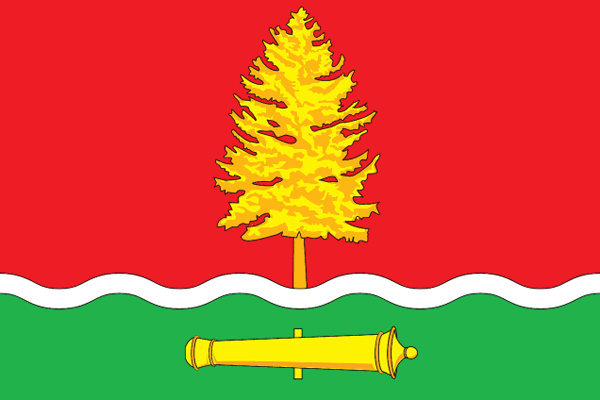
Kotovsk (II) Poměr stran: 2:3
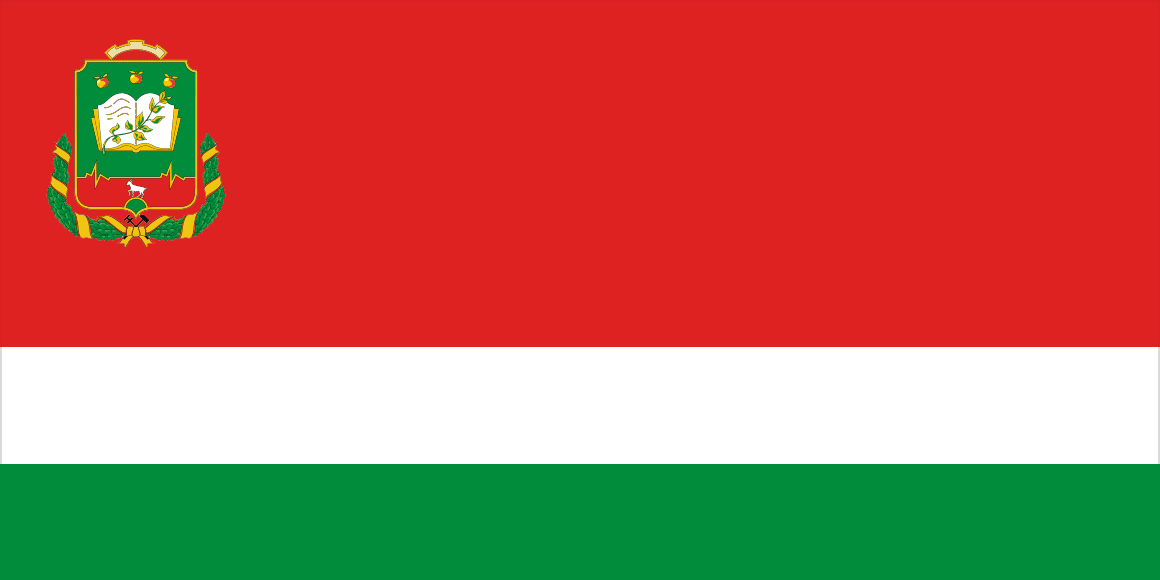
Mičurinsk (III) Poměr stran: 2:3
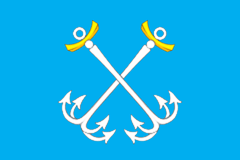
Moršansk (IV) Poměr stran: 2:3
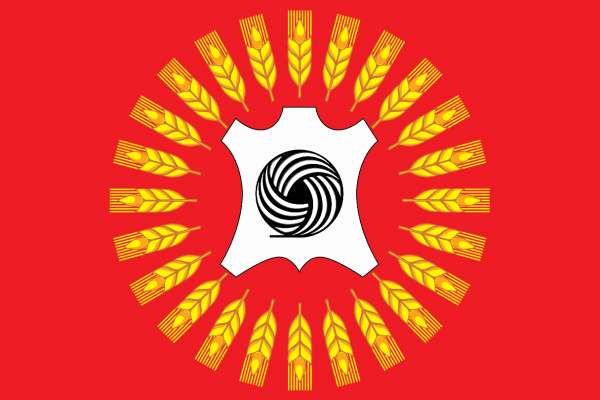
Rasskazovo (V) Poměr stran: 2:3
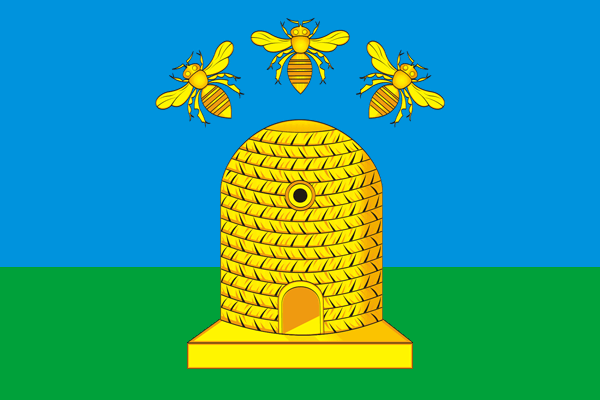
Tambov (VI) Poměr stran: 2:3
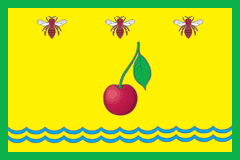
Uvarovo (VII) Poměr stran: 2:3

Rajóny

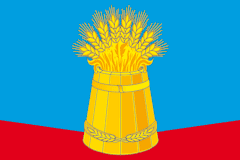
Bondarský rajón (1) Poměr stran: 2:3
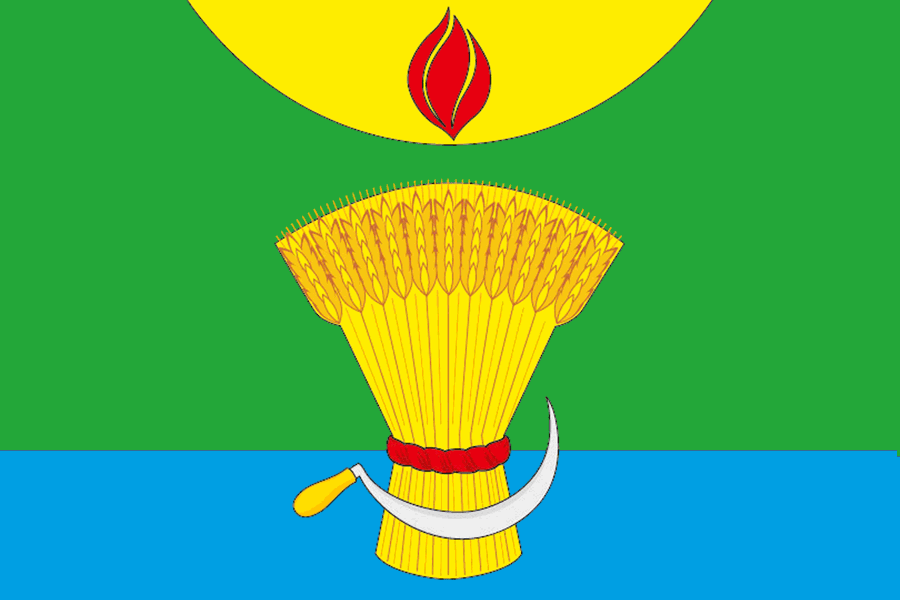
Gavrilovský rajón (2) Poměr stran: 2:3
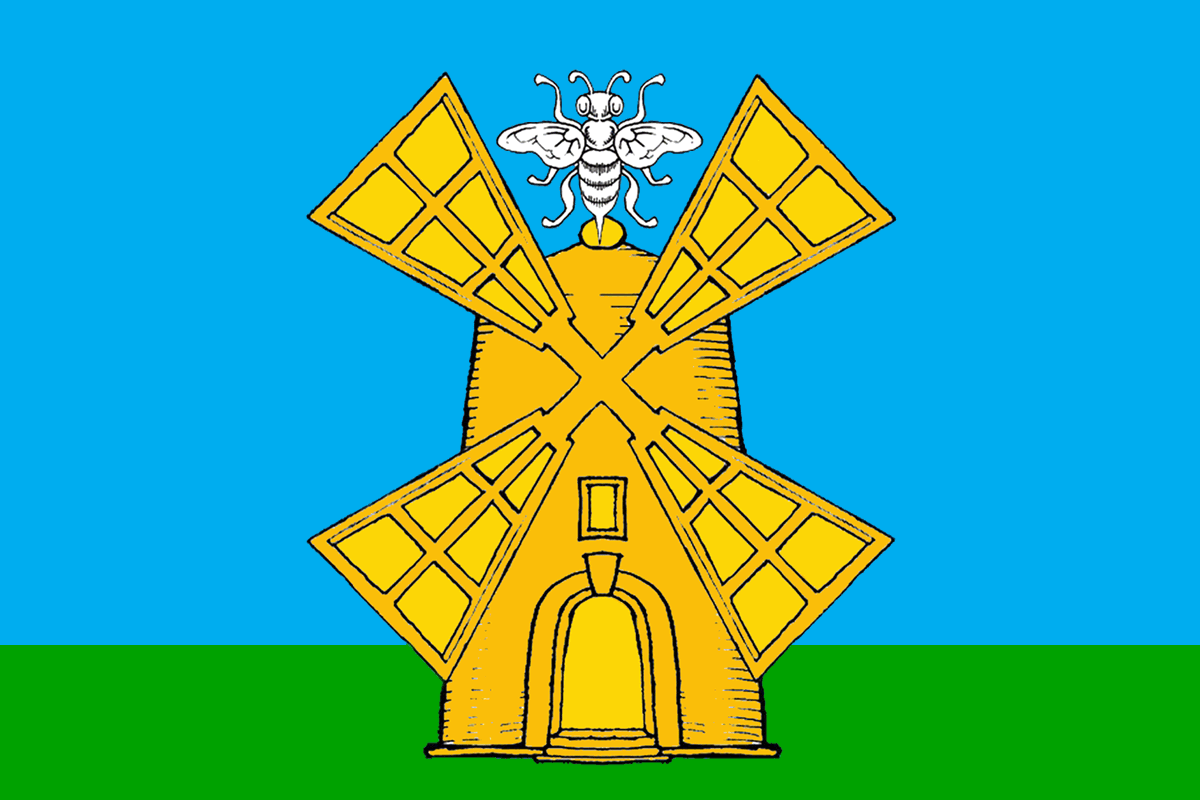
Žerděvský rajón (3) Poměr stran: 2:3
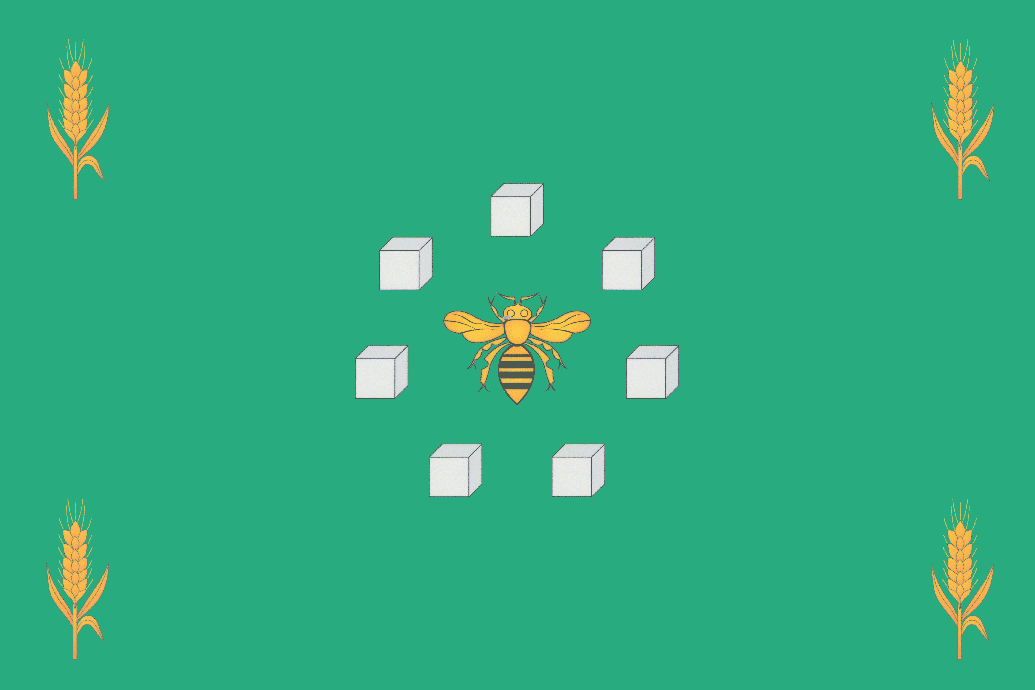
Znamenský rajón (4) Poměr stran: 2:3
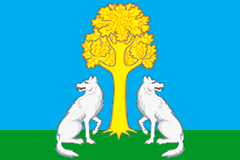
Inžavinský rajón (5) Poměr stran: 2:3
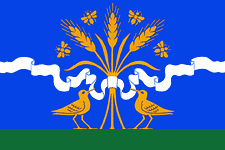
Kirsanovský rajón (6) Poměr stran: 2:3
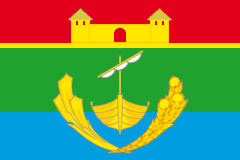
Mičurinský rajón (7) Poměr stran: 2:3
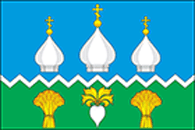
Mordovský rajón (8) Poměr stran: 2:3
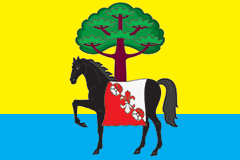
Moršanský rajón (9) Poměr stran: 2:3
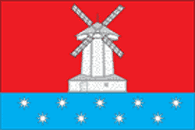
Mučkapský rajón (10) Poměr stran: 2:3
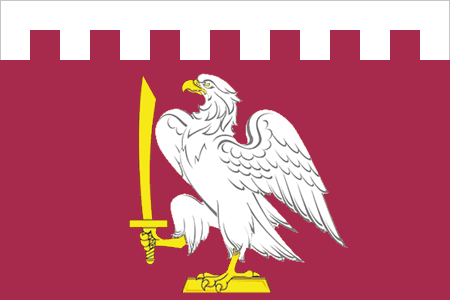
Nikiforovský rajón (11) Poměr stran: 2:3
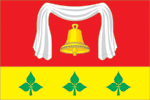
Pěrvomajský rajón (12) Poměr stran: 2:3
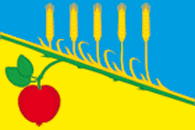
Petrovský rajón (13) Poměr stran: 2:3
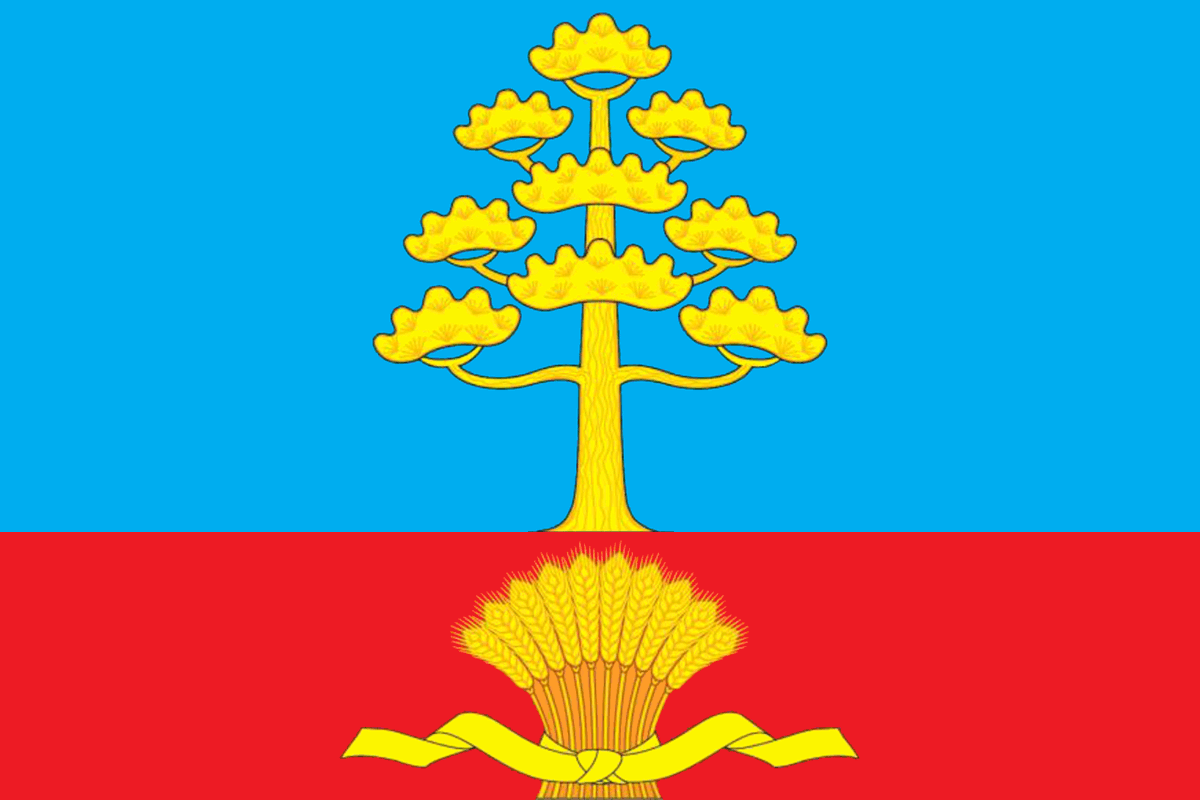
Pičajevský rajón (14) Poměr stran: 2:3
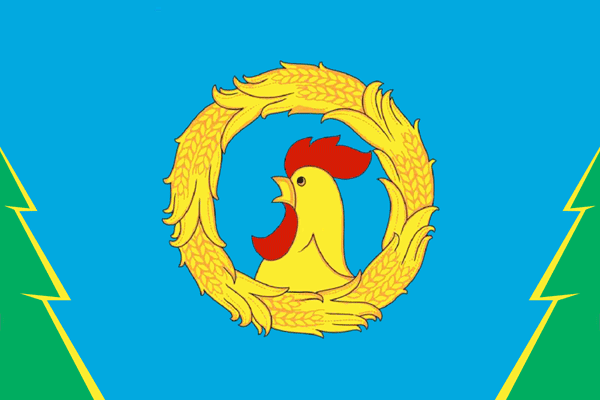
Rasskazovský rajón (15) Poměr stran: 2:3
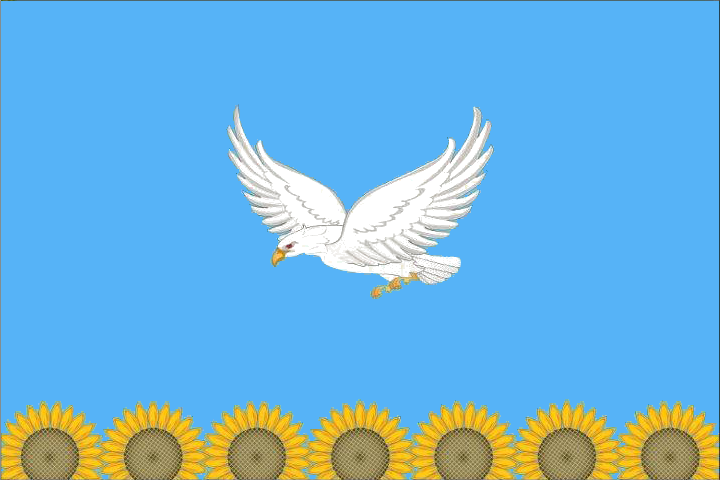
Ržaksinský rajón (16) Poměr stran: 2:3
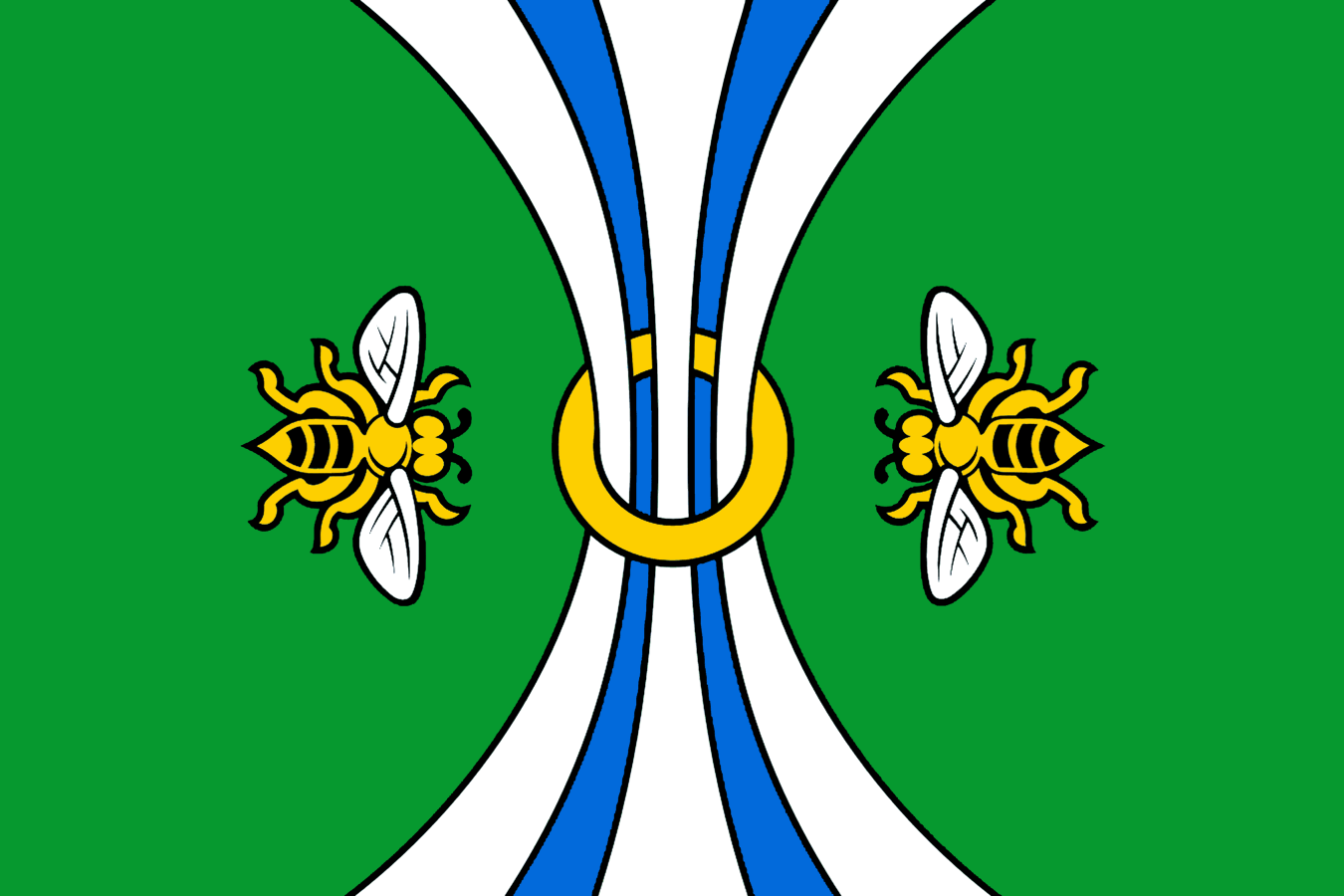
Sampurský rajón (17) Poměr stran: 2:3
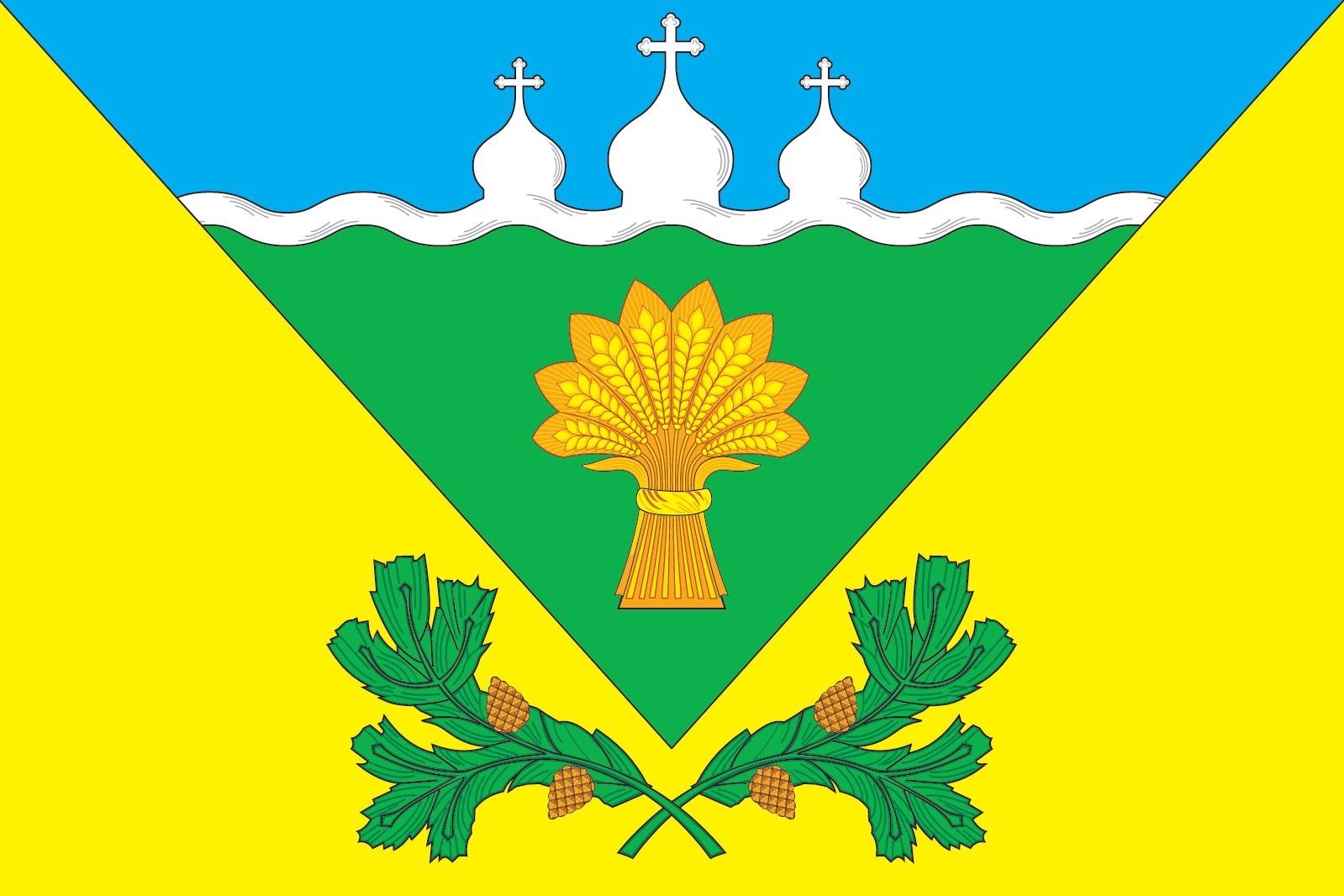
Sosnovský rajón (18) Poměr stran: 2:3
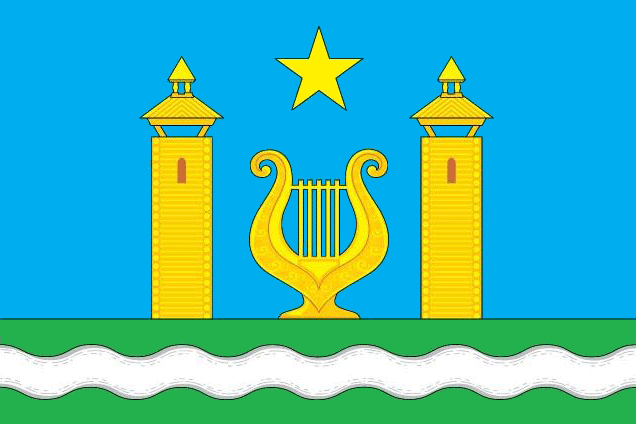
Starojurjevský rajón (19) Poměr stran: 2:3
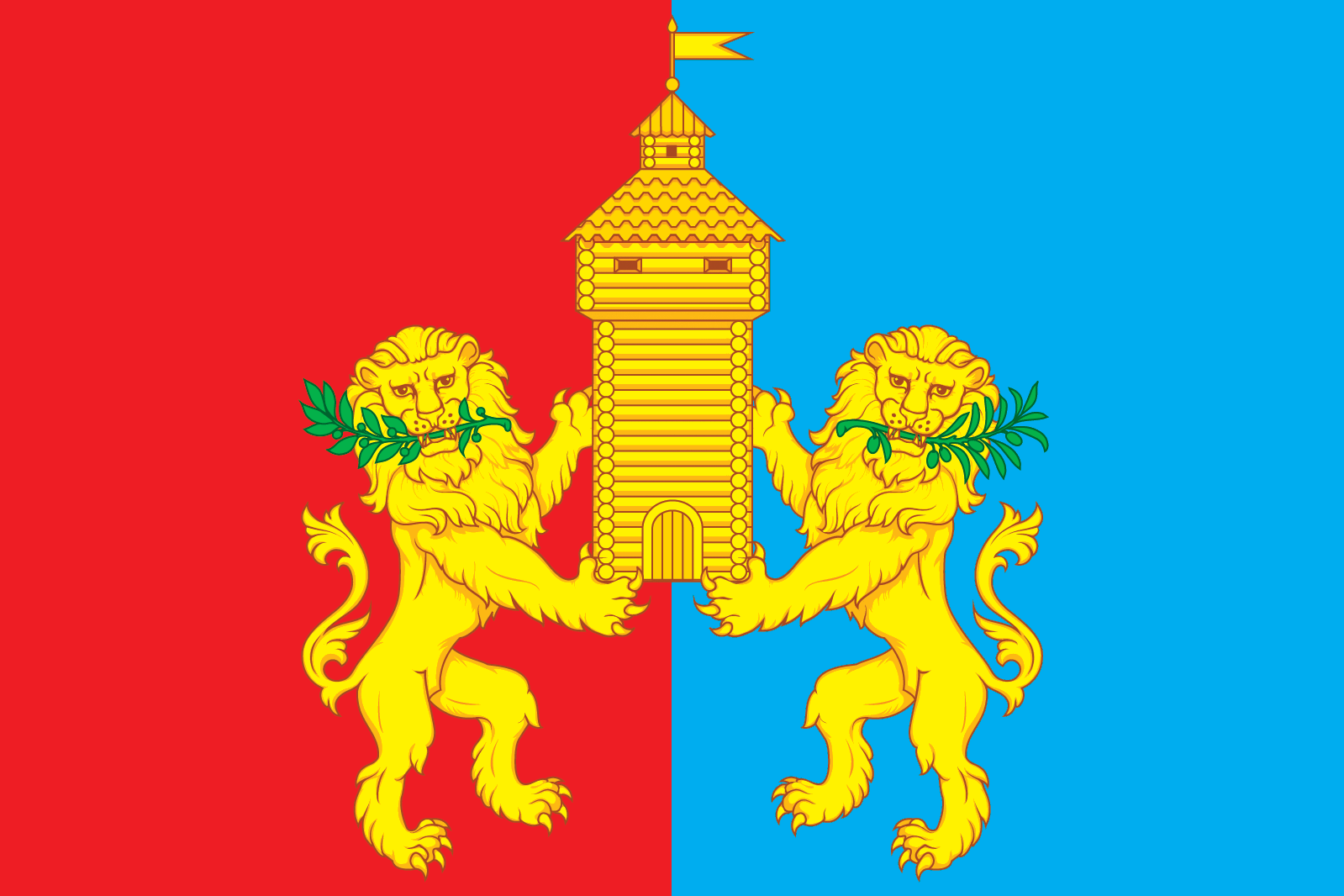
Tambovský rajón (20) Poměr stran: 2:3
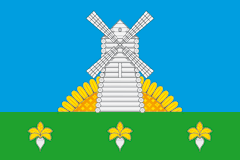
Tokarjovský rajón (21) Poměr stran: 2:3
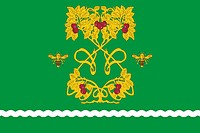
Uvarovský rajón (22) Poměr stran: 2:3
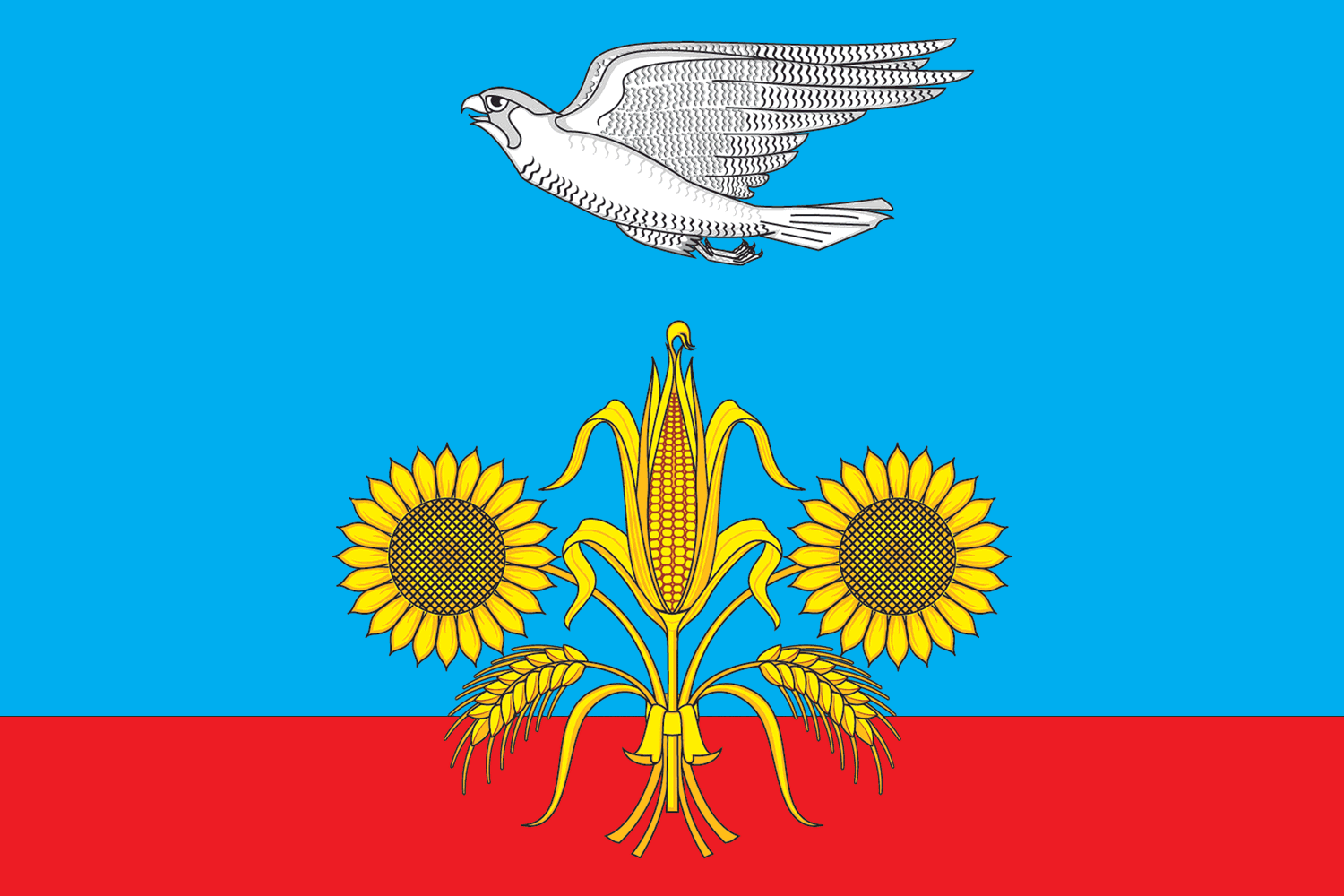
Umjotský rajón (23) Poměr stran: 2:3